# Артюхове
А́ртюхове — село в Україні, у Кролевецькій міській громаді Конотопського району Сумської області. Населення становить 58 осіб. До 2017 орган місцевого самоврядування — Реутинська сільська рада.

## Географія
Село Артюхове знаходиться на відстані 1,5 км від правого берега річки Реть, вище за течією на відстані 1,5 км розташоване село Мостище, на протилежному березі — місто Кролевець. Село оточене великим лісовим масивом (сосна, береза). Поруч проходить залізниця, станція Реть.

## Історія
12 червня 2020 року, відповідно до розпорядження Кабінету Міністрів України № 723-р «Про визначення адміністративних центрів та затвердження територій територіальних громад Сумської області», село увійшло до складу Кролевецької міської громади.
19 липня 2020 року, в результаті адміністративно-територіальної реформи та ліквідації Кролевецького району, увійшло до складу новоутвореного Конотопського району.

## Символіка
На гербі зображене латаття в двох кольорах - жовтому і білому, які символізують гідрологічний заказник Артюхівський. Розташування листка при цьому як у літери А. Жовтий колір також вказує на родовище піску, а білий на кар'єри заповнені водою.

## Економіка
- Кар'єр Подолівського родовища піску

## Пам'ятки
Артюхівський — гідрологічний заказник. Заболочена заплава р. Реть, що відіграє стабілізуючу роль у її водному режимі. На території виявлено 2 рідкісні угрупування водних рослин, занесені до Зеленої книги України, та види рослин і тварин, що підлягають особливій охороні. Має особливе природоохоронне, наукове, еколого-освітнє та виховне значення.